# Joan Rafael Ramos Alfajarín
Joan Rafael Ramos Alfajarín (Borriol, Plana Alta, 1965) es un lingüista español en lengua valenciana, director del IIFV desde el 2015 y académico de la AVL desde el 2016.
En 2016 fue uno de los siete miembros elegidos como académicos de la Acadèmia Valenciana de la Llengua, resultó elegido con mayoría de votos favorables en primera votación.